# Aleksiejewo (wołost Podbieriezinskaja)
Aleksiejewo (ros. Алексеево) – wieś (ros. деревня, trb. dieriewnia) w zachodniej Rosji, w wołoscie Podbieriezinskaja (osiedle wiejskie) rejonu łokniańskiego w obwodzie pskowskim.

## Geografia
Miejscowość położona jest nad rzeką Łować (dopływ Łokni), 2,5 km od drogi regionalnej A-122, 5,5 km od centrum administracyjnego osiedla wiejskiego (Podbieriezje), 37 km od centrum administracyjnego rejonu (Łoknia), 175 km od stolicy obwodu (Psków).

## Demografia
W 2010 r. miejscowość nie posiadała mieszkańców.